# 恵新西街北口駅
恵新西街北口駅（けいしんせいがいきたぐちえき）は中華人民共和国北京市朝陽区に位置する北京地下鉄5号線の駅。

## 歴史
- 2007年10月7日 - 開業。

## 駅構造

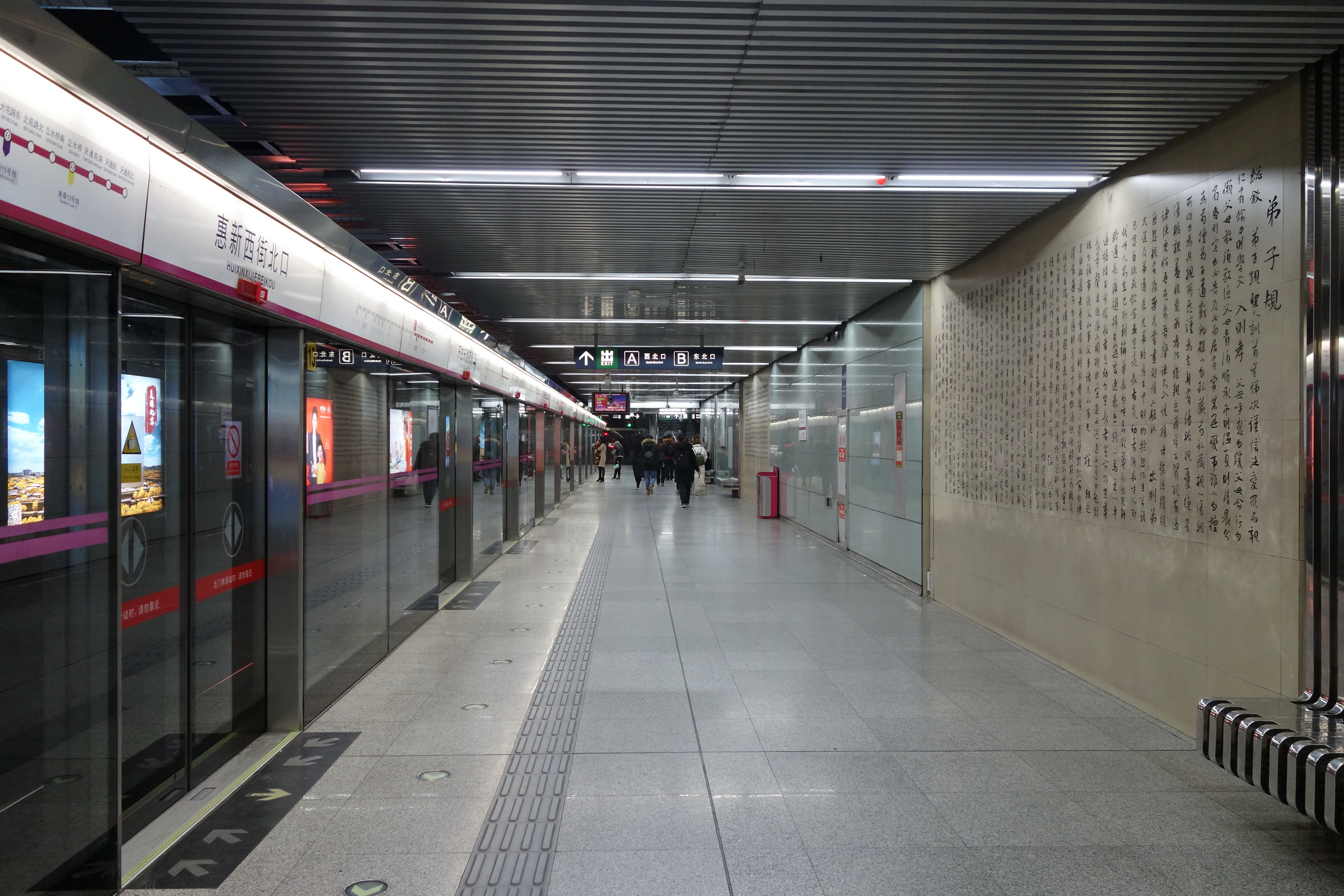
ホーム

相対式ホーム2面2線を有する地下駅。
| 5号線のりば | 相対式ホーム        |
| 5号線のりば | ←5号線 宋家荘方面   |
| 5号線のりば | 5号線 天通苑北方面→ |
| 5号線のりば | 相対式ホーム        |

## 駅周辺
- 中国芸術研究院（中国語版）
- 中国聴力語言康復研究中心
- 千鶴家園
- 安微大廈
- 西蔵大廈

## 隣の駅
北京地下鉄
■5号線
大屯路東駅 - 恵新西街北口駅 - 恵新西街南口駅
座標: 北緯39度59分10秒 東経116度24分39秒 / 北緯39.98621度 東経116.41089度